# Высоцкий, Александр Алексеевич
Алекса́ндр Алексе́евич Высо́цкий (23 октября 1945, Ратенов — 3 июля 1992, Москва) — советский журналист и спортсмен. кандидат филологических наук, мастер спорта СССР международного класса по академической гребле, двоюродный брат певца и актёра Владимира Высоцкого.

## Биография
Родился 23 октября 1945 года.
Серебряный призёр чемпионата мира 1970 года в Сент-Катаринсе (Канада) в восьмёрке.
В 1985—1989 годах — директор выставочного зала при Торговом представительстве СССР в ЧССР (Прага).
Награждён почётным знаком «Советско-чешской дружбы» I и II степени.
Ушёл из жизни в июле 1992 года.

## Семья
- Отец — Алексей Владимирович Высоцкий, писатель и журналист.
- Сестра — Ирэна Алексеевна Высоцкая, детская писательница.
- Жена — Зоя Васильевна Высоцкая, спортсменка, чемпионка СССР и Европы по академической гребле.
- Двоюродный брат — Владимир Семёнович Высоцкий, автор-исполнитель, поэт, актёр.